# Grande Prêmio de Mônaco de 2010
O Grande Prémio de Mônaco de 2010 foi a sexta corrida da temporada de 2010 da Fórmula 1. O vencedor foi o australiano Mark Webber.

## Classificação

### Treino oficial
| Pos | Nº | Piloto             | Construtor           | Parte 1    | Parte 2  | Parte 3  | Grid |
| --- | -- | ------------------ | -------------------- | ---------- | -------- | -------- | ---- |
| 1   | 6  | Mark Webber        | Red Bull-Renault     | 1:15.035   | 1:14.462 | 1:13.826 | 1    |
| 2   | 11 | Robert Kubica      | Renault              | 1:15.045   | 1:14.549 | 1:14.120 | 2    |
| 3   | 5  | Sebastian Vettel   | Red Bull-Renault     | 1:15.110   | 1:14.549 | 1:14.227 | 3    |
| 4   | 7  | Felipe Massa       | Ferrari              | 1:14.757   | 1:14.405 | 1:14.283 | 4    |
| 5   | 2  | Lewis Hamilton     | McLaren-Mercedes     | 1:15.676   | 1:14.527 | 1:14.432 | 5    |
| 6   | 4  | Nico Rosberg       | Mercedes             | 1:15.188   | 1:14.375 | 1:14.544 | 6    |
| 7   | 3  | Michael Schumacher | Mercedes             | 1:15.649   | 1:14.691 | 1:14.590 | 7    |
| 8   | 1  | Jenson Button      | McLaren-Mercedes     | 1:15.623   | 1:15.150 | 1:14.637 | 8    |
| 9   | 9  | Rubens Barrichello | Williams-Cosworth    | 1:15.590   | 1:15.083 | 1:14.901 | 9    |
| 10  | 15 | Vitantonio Liuzzi  | Force India-Mercedes | 1:15.397   | 1:15.061 | 1:15.170 | 10   |
| 11  | 10 | Nico Hülkenberg    | Williams-Cosworth    | 1:16.030   | 1:15.317 |          | 11   |
| 12  | 14 | Adrian Sutil       | Force India-Mercedes | 1:15.445   | 1:15.318 |          | 12   |
| 13  | 16 | Sébastien Buemi    | Toro Rosso-Ferrari   | 1:15.961   | 1:15.413 |          | 13   |
| 14  | 12 | Vitaly Petrov      | Renault              | 1:15.482   | 1:15.576 |          | 14   |
| 15  | 22 | Pedro de la Rosa   | BMW Sauber-Ferrari   | 1:15.908   | 1:15.692 |          | 15   |
| 16  | 23 | Kamui Kobayashi    | BMW Sauber-Ferrari   | 1:16.175   | 1:15.992 |          | 16   |
| 17  | 17 | Jaime Alguersuari  | Toro Rosso-Ferrari   | 1:16.021   | 1:16.176 |          | 17   |
| 18  | 19 | Heikki Kovalainen  | Lotus-Cosworth       | 1:17.094   |          |          | 18   |
| 19  | 18 | Jarno Trulli       | Lotus-Cosworth       | 1:17.134   |          |          | 19   |
| 20  | 24 | Timo Glock         | Virgin-Cosworth      | 1:17.377   |          |          | 20   |
| 21  | 25 | Lucas di Grassi    | Virgin-Cosworth      | 1:17.864   |          |          | 21   |
| 22  | 21 | Bruno Senna        | HRT-Cosworth         | 1:18.509   |          |          | 22   |
| 23  | 20 | Karun Chandhok     | HRT-Cosworth         | 1:19.559   |          |          | 23   |
| 24  | 8  | Fernando Alonso    | Ferrari              | sem tempo1 |          |          | 24   |

1.↑  - Devido a um acidente no terceiro treino livre, Fernando Alonso foi obrigado a largar dos boxes.

### Corrida
| Pos | Nº | Piloto             | Construtor           | Voltas | Tempo/Aban.        | Grid | Pontos |
| --- | -- | ------------------ | -------------------- | ------ | ------------------ | ---- | ------ |
| 1   | 6  | Mark Webber        | Red Bull-Renault     | 78     | 1:50:13.355        | 1    | 25     |
| 2   | 5  | Sebastian Vettel   | Red Bull-Renault     | 78     | +0.448             | 3    | 18     |
| 3   | 11 | Robert Kubica      | Renault              | 78     | +1.675             | 2    | 15     |
| 4   | 7  | Felipe Massa       | Ferrari              | 78     | +2.666             | 4    | 12     |
| 5   | 2  | Lewis Hamilton     | McLaren-Mercedes     | 78     | +4.363             | 5    | 10     |
| 6   | 4  | Fernando Alonso    | Ferrari              | 78     | +6.341             | 24   | 8      |
| 7   | 8  | Nico Rosberg       | Mercedes             | 78     | +6.651             | 6    | 6      |
| 8   | 3  | Adrian Sutil       | Force India-Mercedes | 78     | +6.970             | 12   | 4      |
| 9   | 14 | Vitantonio Liuzzi  | Force India-Mercedes | 78     | +7.305             | 10   | 2      |
| 10  | 15 | Sébastien Buemi    | Toro Rosso-Ferrari   | 78     | +8.199             | 13   | 1      |
| 11  | 16 | Jaime Alguersuari  | Toro Rosso-Ferrari   | 78     | +9.135             | 17   |        |
| 12  | 17 | Michael Schumacher | Mercedes             | 78     | +25.7121           | 7    |        |
| 132 | 12 | Vitaly Petrov      | Renault              | 73     | Freios             | 14   |        |
| 143 | 20 | Karun Chandhok     | HRT-Cosworth         | 70     | Colisão            | 23   |        |
| 153 | 18 | Jarno Trulli       | Lotus-Cosworth       | 70     | Colisão            | 19   |        |
| Ret | 19 | Heikki Kovalainen  | Lotus-Cosworth       | 58     | Direção            | 18   |        |
| Ret | 21 | Bruno Senna        | HRT-Cosworth         | 58     | Sistema Hidráulico | 22   |        |
| Ret | 9  | Rubens Barrichello | Williams-Cosworth    | 30     | Acidente           | 9    |        |
| Ret | 23 | Kamui Kobayashi    | BMW Sauber-Ferrari   | 26     | Caixa de Câmbio    | 16   |        |
| Ret | 25 | Lucas di Grassi    | Virgin-Cosworth      | 25     | Roda               | 21   |        |
| Ret | 24 | Timo Glock         | Virgin-Cosworth      | 22     | Suspensão          | 20   |        |
| Ret | 22 | Pedro de la Rosa   | BMW Sauber-Ferrari   | 21     | Sistema Hidráulico | 15   |        |
| Ret | 1  | Jenson Button      | McLaren-Mercedes     | 2      | Motor              | 8    |        |
| Ret | 10 | Nico Hülkenberg    | Williams-Cosworth    | 0      | Acidente           | 11   |        |

1.↑  - Michael Schumacher recebeu 20 segundos de penalidade por ultrapassar enquanto o safety car estava na pista.

2.↑  - Vitaly Petrov classificou-se por ter completado 90% da prova.

3.↑  - Karun Chandhok e Jarno Trulli foram classificados embora não tenham completado 90% da prova.

## Tabela do campeonato após a corrida
Observe que somente as seis primeiras posições estão incluídas na tabela.
| Pos | Var | Piloto           | Pontos |
| --- | --- | ---------------- | ------ |
| 1   | (3) | Mark Webber      | 78     |
| 2   | (1) | Sebastian Vettel | 78     |
| 3   | (1) | Fernando Alonso  | 75     |
| 4   | (3) | Jenson Button    | 70     |
| 5   | (2) | Felipe Massa     | 61     |
| 6   | (2) | Robert Kubica    | 59     |

| Pos | Var     | Construtor           | Pontos |
| --- | ------- | -------------------- | ------ |
| 1   | (2)     | Red Bull-Renault     | 156    |
| 2   | Estável | Ferrari              | 136    |
| 3   | (2)     | McLaren-Mercedes     | 129    |
| 4   | Estável | Mercedes             | 78     |
| 5   | Estável | Renault              | 65     |
| 6   | Estável | Force India-Mercedes | 30     |